# فاستيف
فاستيف هي مدينة من مدن أوكرانيا. يبلغ عدد سكانها 44000 نسمة وذلك حسب إحصائيات سنة 2024. تبلغ مساحتها 43 كم².

## توأمة
لفاستيف اتفاقيات توأمة مع:
- تشيخوف

## وصلات خارجية
- الموقع الرسمي